# Girulfus Kherubim Pareira

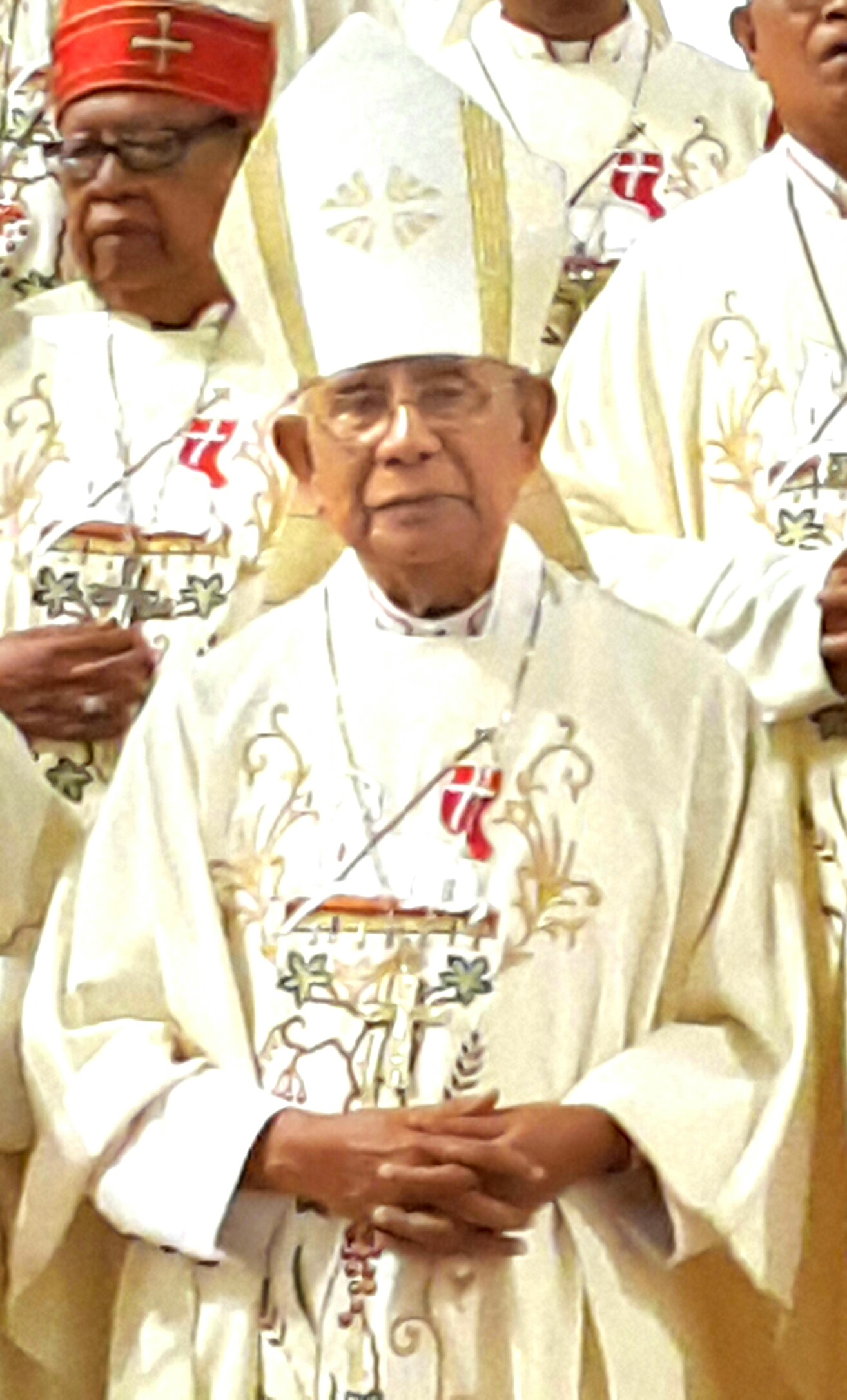
Bischof Girulfus Kherubim Pareira (2017)

Girulfus Kherubim Pareira SVD (* 26. September 1941 in Lela; † 8. Oktober 2024 in Maumere) war ein indonesischer Geistlicher und römisch-katholischer Bischof von Maumere.

## Leben
Girulfus Kherubim Pareira trat der Ordensgemeinschaft der Steyler Missionare bei, legte die Profess am 15. August 1970 ab und empfing am 22. August 1971 die Priesterweihe.
Papst Johannes Paul II. ernannte ihn am 21. Dezember 1985 zum Bischof von Weetebula. Der Bischof von Kupang, Gregorius Manteiro SVD, spendete ihm am 25. April des nächsten Jahres die Bischofsweihe. Mitkonsekratoren waren Anton Pain Ratu SVD, Bischof von Atambua, und Eduardus Sangsun, Bischof von Ruteng.
Am 19. Januar 2008 wurde er zum Bischof von Maumere ernannt und am 25. April desselben Jahres in das Amt eingeführt.
Papst Franziskus nahm am 14. Juli 2018 seinen altersbedingten Rücktritt an.